# コブラチーム
コブラチームとはかつて日本に存在したゲーム会社である。

## 概要
1991年に中里尚義が橋本真司とともに設立し、「ジョジョの奇妙な冒険」を始めゲームタイトルを5作制作。
3年後の1994年にスクウェア（現・スクウェア・エニックス）に買収され、子会社「ソリッド」となった。

## 主な作品
| 発売年 | 発売日  | タイトル                           | プラットフォーム   | 販売元       | 備考                       |
| ------ | ------- | ---------------------------------- | ------------------ | ------------ | -------------------------- |
| 1993年 | 3月5日  | ジョジョの奇妙な冒険               | スーパーファミコン | バンダイ     | ウィンキーソフトと共同開発 |
| 1993年 | 9月10日 | サンダーバード 国際救助隊出撃せよ! | スーパーファミコン | バンダイ     |                            |
| 1993年 |         | ドラゴンボールZ                    | アーケード         | バンプレスト |                            |
| 1994年 | 1月28日 | BASTARD!!-暗黒の破壊神-            | スーパーファミコン | バンダイ     |                            |
| 1994年 |         | ドラゴンボールZ2 Super Battle      | アーケード         | バンプレスト |                            |